# Tambaknegara
Tambaknegara is een bestuurslaag in het regentschap Banyumas van de provincie Midden-Java, Indonesië. Tambaknegara telt 6478 inwoners (volkstelling 2010).